# Tram GTT serie 8000
Le vetture tranviarie serie 8000 sono dei veicoli tranviari costruiti in Italia dalla Hitachi Rail STS appositamente per la rete torinese del GTT. 
Le prime motrici sono entrate in servizio nella città di Torino dall'11 settembre 2023 sulla linea 9 e dal 2024 sulla linea 10..

## Storia
Il primo esemplare del tram serie 8000 è stato consegnato al GTT già nel febbraio 2022, seguito dagli altri due tram della pre-serie nel giugno e agosto dello stesso anno che dopo le prove di omologazione, sono entrate in servizio commerciale l'11 settembre 2023 sulla linea 9. Nel 2024 l'utilizzo si è esteso anche alla linea 10 con l'arrivo e omologazione di successivi esemplari. Le consegne di tutte le 70 unità dovrebbero avvenire entro il 2025.

## Caratteristiche
Il tram è monodirezionale ed è composto da 5 casse, ognuna con il suo nome: agli estremi MA ed MB (cassa "motorizzata" A e "motorizzata" B), al centro P ("pantografo") e poi le due casse sospese RA e RB ("raccordo" A e "raccordo" B). Le quattro porte sono elettriche a espulsione, si trovano nei moduli sospesi con una disposizione simile a quella dei tram Serie 5000. Il design è firmato da Giugiaro Architettura.

### Interni
Il tram si caratterizza per la sua accessibilità, sono disponibili due postazioni per carrozzine e un sedile vicino alla prima porta usato per disporre di più spazio per le gambe al fine di poter accogliere anche i cani guida per gli ipovedenti. Le grandi vetrate forniscono all’interno una notevole luminosità senza generare effetto serra poiché i finestrini sono trattati con una pellicola che blocca i raggi UV. L'area destinata ai passeggeri dispone di 36 sedili e di circa 30 metri quadrati di suolo calpestabile che possono ospitare fino a 182 passeggeri in piedi.